# Kollikodon ritchiei
Kollikodon ritchiei è una specie fossile di monotremo, conosciuta alla scienza solo grazie al ritrovamento di un frammento osseo opalizzato con un premolare e due molari, ritrovato a Lightning Ridge, nel Nuovo Galles del Sud; curiosamente, qui sono stati rinvenuti anche i fossili di un altro monotremo, Steropodon.
Kollikodon visse nel Cretaceo inferiore, ed in particolare nel medio Albiano (fra i 100 e i 104 milioni di anni fa).

## Caratteristiche
Come Steropodon, Kollikodon doveva essere un mammifero di dimensioni piuttosto grandi, considerando che visse nel Mesozoico: essendo infatti i molari lunghi circa 5,5 mm e larghi tra i 4 ed i 6 mm, l'animale in sé doveva raggiungere il metro di lunghezza, il che ne farebbe un concorrente piazzato per il titolo di mammifero più grande del periodo, assieme a Repenomamus, Schowalteria e  Bubodens.
A parte ipotizzarne la taglia, è assai arduo azzardare ipotesi sull'aspetto di Kollikodon: in ogni caso, si può dire con un certo margine di sicurezza che fosse un animale almeno in parte legato all'ambiente acquatico, poiché la forma dei suoi denti suggerisce un'alimentazione a base di molluschi.

## Etimologia
Il nome Kollikodon non deriva, come potrebbe sembrare a prima vista, da qualche parole in lingua aborigena, ma dal greco kollix, che stava ad indicare una particolare forma di pane, quadrata con sopra una croce, riferito alla forma dei denti; il nome completo indica quindi un animale con i denti a forma di focaccia di pane.
M. Archer, lo scopritore di Kollikodon, inizialmente, voleva battezzare questo animale Hotcrossbunodon, dal nome in inglese di questo tipo di pane, ma gli fu vivamente sconsigliato di farlo.